# Areteo di Cappadocia
Areteo di Cappadocia (fl. II secolo) è stato un medico greco antico.

## Biografia
Areteo, probabilmente vissuto in epoca successiva a Galeno, esercitò a Roma nel II secolo.
A lui si deve la prima descrizione della celiachia e l'invenzione del termine diabete.

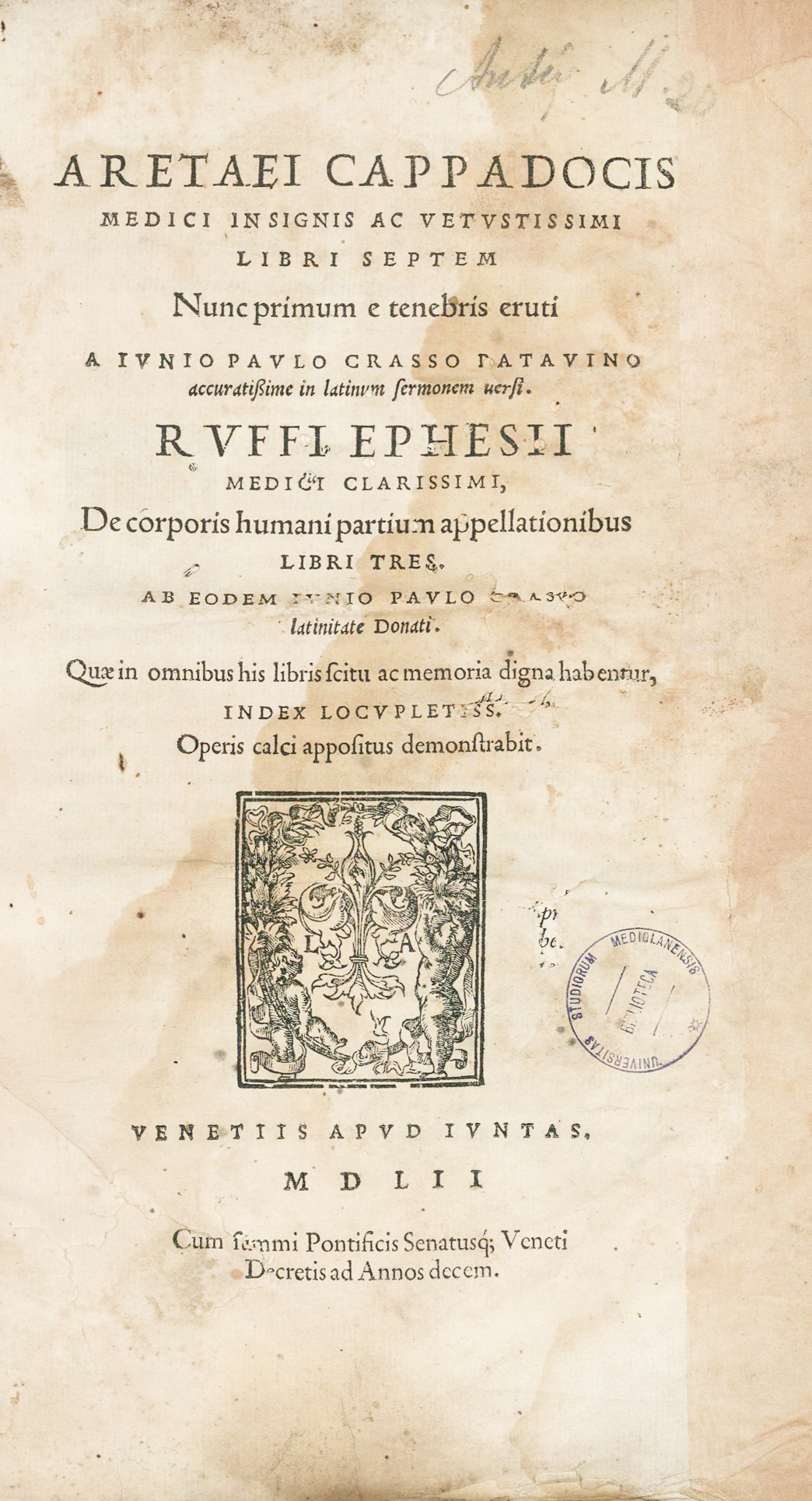
Libri septem nunc primum e tenebris eruti, 1552

Scrisse un trattato generale sulle malattie diviso in otto libri, due intitolati De causis et signis acutorum morborum, due De causis et signis diuturnorum morborum, due De curatione acutorum morborum e due De curatione diuturnorum morborum. Tale trattato è una tra le più autorevoli opere dell'antichità, vantando particolare accuratezza dei dettagli e della disamina dei sintomi.
Areteo utilizzava terapie semplici, sagaci e molto più energiche dei metodici. Somministrava liberamente purganti, non lesinava narcotici né era particolarmente contrario al salasso.
Di lui si può asserire che fu ben poco attaccato a una particolare opinione, e il suo insieme di osservazioni e trattamenti delle malattie costituì un'ottima base per la conoscenza medica del periodo successivo.
Le opinioni mediche di Areteo sono state discusse da Johann Albert Fabricius, Albrecht von Haller, e Kurt Sprengel.

## Opere
- (LA) Aretaei Cappadocis medici insignis ac vetustissimi Libri septem nunc primum e tenebris eruti a Iunio Paulo Crasso Patauino accuratissime in latinum sermonem uersi, Venezia, eredi Lucantonio Giunta (1.), 1552.